# Johan Henric Kellgren

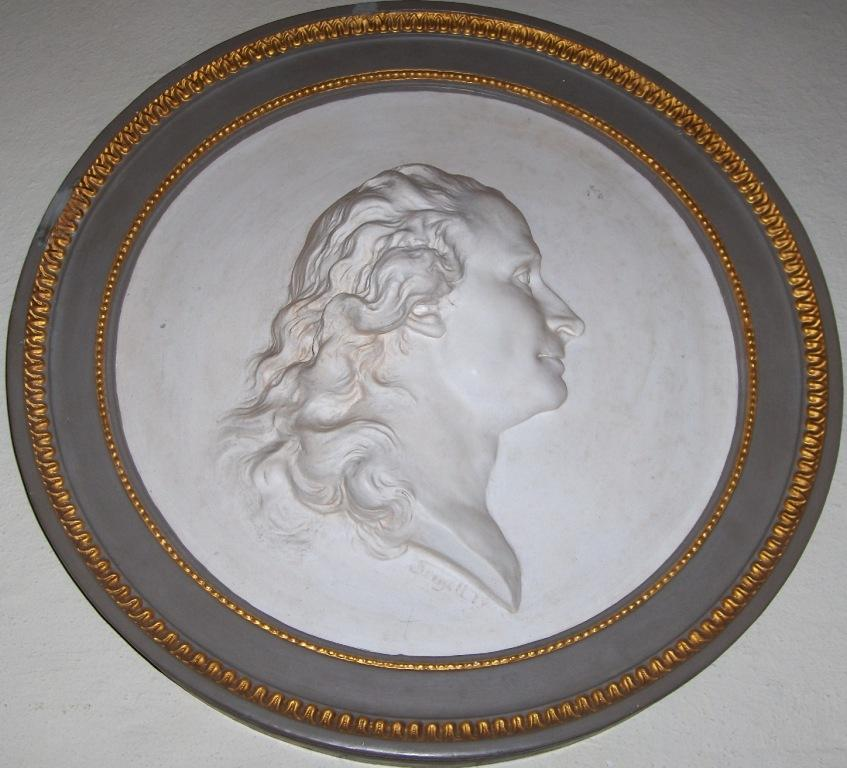
Johan Henric Kellgren, relief av Sergel

Johan Henric Kellgren, född 1 december 1751 (enl. g.s.) i Floby socken i Skaraborgs län, död 20 april 1795 i Stockholm, var en svensk lyriker, kritiker och tidningsredaktör samt docent 1774 i latinsk vitterhet.

## Biografi
Kellgren var son till prosten Jonas Kellgren i Floby i Västergötland och dennes hustru Christina Elisabeth von Wulff. Med goda vitsord från Skara gymnasium där han gick i fem år sändes han 1768 till Kungliga Akademien i Åbo, där han 1772 blev filosofie magister och 1774 anställdes som docent i vitterhet. Kellgren var medlem av det 1770 stiftade Aurorasällskapet i Åbo – en finsk utgrening av Utile Dulci – och publicerade anonymt i dess tidskrift flera dikter (1773–1776). Skaldestycket Mina Löjen lade grunden till hans namnkunnighet. 
År 1777 kom han till Stockholm, där han fått anställning som privatlärare i generallöjtnanten, sedermera fältmarskalken Johan August Meijerfeldts hus. Nya prov på sin skaldebegåvning gav han nu i dikter, som dels förekom i Carl Christoffer Gjörwells Samlaren, dels prisbelönta av Vitterhetsakademien (En ynglings inträde i verlden), intogs i dess handlingar. Den 29 oktober 1778 började han tillsammans med sin vän, sekreteraren Carl Peter Lenngren utgivandet av tidningen Stockholms-Posten, där han blev Sveriges förste teaterkritiker. Han gjorde sig känd både som skald och som kvick och skarp polemiker i upplysningens anda.
Johan Henric Kellgren tilldrog sig kung Gustav III:s uppmärksamhet genom att han författade prologen till ett skådespel, som gavs på Drottningholm inför tronarvingens födelse. Han fick nu av kungen en konstnärspension, som ytterligare ökades, när han först förordnades till kunglig bibliotekarie och sedan till kunglig handsekreterare. Kellgren blev 1777 både ledamot och sekreterare i det bekanta vittra samfundet Utile Dulci. År 1785 utsågs han tillsammans med Abraham Niclas Clewberg till kunglig hovcensor. Vid Svenska Akademiens instiftelse 1786 blev han en av de tretton ledamöterna, som utnämndes av kungen. Genom företagen lottning blev han dess förste direktör. Han invaldes som ledamot 111 av Kungliga Musikaliska Akademien den 18 april 1788.
Kellgren hade av naturen svag hälsa, som försvagades av ett alltför ansträngande arbete och  avled, ogift, av lungsot i Stockholm den 20 april 1795. Sina två sista år i livet ägnade han – under stort lidande – främst åt att ordna sina skrifter.    
Bland Kellgrens dikter märks kärlekslyrik som Den nya skapelsen och satirer, till exempel Man äger ej snille för det man är galen (1787) och Dumboms lefverne (1791) där Salig Dumbom är huvudperson. Dumbom tros syfta på Per Enbom. Kellgren skrev också förordet till Bellmans Fredmans epistlar, trots den tidigare aversion mot denne som han givit uttryck åt i dikten Mina löjen (1777):
Anacreon, var är ditt lov, en annan rövat har din lyra
som kvick i fylleriets yra, förtjusa lärt Priapi hov
Då han i Mina löjen talade om den ”Svenske Homerus”, som ”snarkar i hvarenda rad”, syftade han på Erik Skjöldebrand.
I Ljusets fiender argumenterar Kellgren för ett fasthållande av upplysningsidéerna, trots att ”ell’n är lös på Söder”, det vill säga att människor i och med franska revolutionen börjat missbruka dessa. Han slöt sig i filosofiskt avseende till Voltaire och den franska konstuppfattningen. 
Kellgren skrev tillsammans med Gustav III texten till operorna Gustaf Wasa (1786) och Gustaf Adolph och Ebba Brahe (1788). Han utkämpade även Sveriges första stora litterära fejd med Thomas Thorild mellan 1782 och 1792. Under och efter denna strid utvecklades emellertid hans smak då han gjorde bekantskap med skrifter av Jens Baggesen, Friedrich Gottlieb Klopstock och han började intressera sig för andra länders litteratur än Frankrikes, särskilt den nyvaknade danska.
Johan Henric Kellgren begravdes på Sankt Jacobs kyrkogård, i vars mur en minnessten senare insattes. Johan Tobias Sergel förevigade hans anletsdrag i medaljong.

### Samlade skrifter
- Samlade skrifter. Svenska författare utgivna av Svenska vitterhetssamfundet, 0346-7864 ; 9. 1923-1981. Libris 114762
  -  Del 1, Ungdomsskrifter. 1936-1937. Libris 114763. http://litteraturbanken.se/#!/forfattare/KellgrenJH/titlar/SamladeSkrifter1/info
  -  Del 2, Dikter från och med Stockholms postens begynnande år 1778. 1938-1939. Libris 114764. http://litteraturbanken.se/#!/forfattare/KellgrenJH/titlar/SamladeSkrifter2/info
  -  Del 3, Teaterstycken. 1941-1942. Libris 114765. http://litteraturbanken.se/#!/forfattare/KellgrenJH/titlar/SamladeSkrifter3/info
  -  Del 4, Prosaskrifter från Stockholms postens begynnande till och med 1784. 1940-1944. Libris 114766. http://litteraturbanken.se/#!/forfattare/KellgrenJH/titlar/SamladeSkrifter4/info
  -  Del 5, Prosaskrifter 1785-1795, Halvband 1, Prosaskrifter 1785-1789 ; Strödda prosaskrifter 1790-1795. 1945-1946. Libris 114772. http://litteraturbanken.se/#!/forfattare/KellgrenJH/titlar/SamladeSkrifter5_1/info
  -  Del 5, Prosaskrifter 1785-1795, Halvband 2, Prosabidrag i Stockholms Posten 1790-1795. 1946-1947. Libris 114773. http://litteraturbanken.se/#!/forfattare/KellgrenJH/titlar/SamladeSkrifter5_2/info
  -  Del 6, Brev. 1922-1923. Libris 114768. http://litteraturbanken.se/#!/forfattare/KellgrenJH/titlar/SamladeSkrifter6/info
  -  Del 7, Kommentar till del I-III, Halvband 1, Kommentar till del I (Ungdomsskrifter) och II (Dikter 1778-95). 1938-1960. Libris 114769. http://litteraturbanken.se/#!/forfattare/KellgrenJH/titlar/SamladeSkrifter7_1/info
  -  Del 7, Kommentar till del I-III, Halvband 2, Kommentar till teaterstycken, H. 1. 1981. Libris 114776. ISBN 91-7230-028-0. http://litteraturbanken.se/#!/forfattare/KellgrenJH/titlar/SamladeSkrifter7_2/info
  -  Del 8, Kommentar till del IV-V, Halvband 1, Kommentar till prosaskrifter från Stockholms Postens begynnande till och med 1789. 1964-1967: Sv. vitterhetssamf. 1964-1967. Libris 114774. http://litteraturbanken.se/#!/forfattare/KellgrenJH/titlar/SamladeSkrifter8_1/info
  -  Del 8, Kommentar till del IV-V, Halvband 2, Kommentarer till prosaskrifter 1790-1795. 1969-1972. Libris 114775. http://litteraturbanken.se/#!/forfattare/KellgrenJH/titlar/SamladeSkrifter8_2/infohttp://litteraturbanken.se/#!/forfattare/KellgrenJH/titlar/SamladeSkrifter8_2/info
  -  Del 9, Kommentar till breven. 1933-1935. Libris 114771. http://litteraturbanken.se/#!/forfattare/KellgrenJH/titlar/SamladeSkrifter9/info

### Skrifter
- Skrifter ; under redaktion av Carina och Lars Burman och med inledning av Torgny Segerstedt. Svenska klassiker / utgivna av Svenska akademien, 99-2090989-0. Stockholm: Atlantis. 1995. Libris 1993936
  -  1, Poesi och prosa. Libris 10070256. http://litteraturbanken.se/#!/forfattare/KellgrenJH/titlar/Skrifter1/info
  -  2, Dramatik ; Kommentarer och ordförklaringar till volym 1 och 2. Libris 10070257. http://litteraturbanken.se/#!/forfattare/KellgrenJH/titlar/Skrifter2/info